# Piper monzonense
Piper monzonense är en pepparväxtart som beskrevs av C. Dc.. Piper monzonense ingår i släktet Piper och familjen pepparväxter. Inga underarter finns listade i Catalogue of Life.